# Természetes erdőfelújítás
A természetes erdőfelújítás az erdőfelújítás azon módja, amelyben fiatal faállomány az anyaállomány magjairól vagy sarjairól nő fel. A magról felújítást generatív, a sarjról való felújítást vegetatív felújításnak nevezik. Az erdő természetes úton a felújításhoz hasonló módon újul meg; ekképpen a felújítás leggyakoribb módozataként alkalmazott tarvágás analógiája az erdőtűz utáni felújulás — olyannyira, hogy némely fafajok, mint pl. a mammutfenyők magja csak az erdőtűz (avartűz) hatására válik csírázóképessé.

## A generatív természetes erdőfelújítás
Ezzel az eljárással genetikailag új egyedeket növesztenek fel. Hazai alkalmazása még napjainkban is korlátozott: erdeinkben az évente felújított kb. 15–20 ezer hektár erdő mintegy tizedét újítják magról. A nemesnyárakat (Populus spp.) kivéve erdeink mindegyik fafaja felújítható magról; a legjobban bükk, a kocsánytalan tölgy és a csertölgy. Az apró magvú fák általában kisebb sikerrel újíthatók fel magról, mint a nagy magvúak. Nem újíthatók fel természetes magról az olyan erdők, amelyek

### A generatív természetes erdőfelújítás feltételei
Három alapvető feltétele van annak, hogy egy erdőt az anyaállomány magjával fel lehessen újítani:
- elegendő mennyiségű magtermés,
- a magok kicsírázása,
- az újulat megmaradása.

A természetben ezek a folyamatok emberi beavatkozás nélkül is megtörténnek (felújulás), de ahhoz, hogy a faállomány szerkezete a kívánt legyen, az erdő fejlődése pedig gyors, szükség van a tudatos és szakszerű erdészeti tevékenységre.

### A generatív természetes erdőfelújítás eljárásai
Az erdőt véghasználati fakitermeléssel újítják fel. A magról felújítás véghasználati fakitermelési eszköze a felújító vágás, amivel az anyaállományt saját, természetes újulatának megjelenése után termelik ki. Felújító vágásnak nevezik az ún. vegyes felújítást is, amikor az idős állományt mesterséges alátelepítés után vágják le. Ennek lehetséges okai:
- nem termett elég mag, ezért máshonnan hozott magot szórtak a fák alá, vagy
- csemetéket ültettek.

A felújító vágás  jellege lehet taroló és bontó. A taroló felújító vágással az erdőrészlet állományát az újulat fölött vagy egyszerre (felújítás tarvágással) vagy több területrészre bontva, több ütemben vágják le (tarvágásos felújító vágás). A bontó felújító vágásos eljárásoknál a végvágást (az idős állomány teljes eltávolítását) egy vagy több bontóvágás előzi meg.

#### Természetes felújítás tarvágással
Ennél az eljárásnál az újulat feletti állományt egyszerre távolítják el. Csak nagyon ritkán, rendkívül bő magtermés után alkalmazzák. Az állományt a bő termésű ősz utáni télen vágják le (vagy egy és múlva). Fényigényes fafajok (cser, kocsányos tölgy), esetleg bükk felújítására alkalmazható.

#### Tarvágásos felújítás
Ekkor az erdőt több, egyenlő méretű és azonos alakú részletre osztják, és azokat eltérő időpontokban termelik le. Alapvetően kétféle módja van az érintett terület alakja szerint:
- sávos
- lékes.

Ha a vágások vonalból indulnak ki, azt sávosnak nevezzük. A sávok szélessége 20-40 méter. A magok egy része a letermelt, a másik része pedig a szomszédos, még lábon álló fáktól származik. Kétféle sávos eljárás ismert: az ún. ugrósávos, valamint a kulisszás. Az előbbi felújító vágásnál minden második sávot hagyják érintetlenül, az utóbbinál több, egymás melletti sávot.
Ha a vágások pontból indulnak ki, az a lékes felújítóvágás. Ekkor 20-40 méter oldalszélességű négyzetekre osztják az erdőrészletet, vagy egymástól azonos távolságban ugyanilyen átmérőjű köröket jelölnek ki. A négyzetes felosztásnál először minden második, harmadik stb. lék fáit vágják le, majd a következő években a többi lék fáit. Köröknél az első vágás után gyűrűkben haladnak, amíg azok össze nem érnek.

#### Fokozatos felújító vágás
Ha a felújító vágás időtartama rövidebb, mint a vágáskor egyharmada (ez magas vágáskornál kb. 30 év), akkor fokozatos felújítóvágásról beszélünk. A végvágást megelőző bontóvágás lehet egyenletes (szálanként), egyenlőtlen (pontból, vonalból kiinduló) vagy ezek különféle kombinációi.
Csaknem mindegyik eljárás a tarvágásos felújító vágásokból alakult ki úgy, hogy a kijelölt területrészek állományát nem egyszerre, hanem fokozatosan termelték ki.

##### Ernyős fokozatos felújító vágás
Az eljárást Németországban dolgozták ki. Lényege, hogy a faállományt 3-12 év alatt, 2-4 ütemben egyenletesen bontva vágják le, miközben az felújul. Bő magtermés utáni években alkalmazható. Klasszikus esetben négyféle belevágást tartalmaz:
- előkészítő vágás,
- vetővágás,
- felszabadító vágás és
- végvágás.

##### Csoportos felújító vágás
Ezt a módszert a lékes-gyűrűs tarvágásos felújító vágásból fejlesztették ki. Lényege, hogy a megjelent újulatfoltok felett 20-30 méter átmérőjű körökben bontanak úgy, hogy a bontás erélye a középponttól kifelé fokozatosan csökken. A bontásokat több évenként visszatérve gyűrű alakban addig folytatják, amíg az összes idős fát ki nem termelték. Az anyaállomány eltűnése után az újulatcsoportok egymással alapjuknál érintkező, kúpszerű alakzatot vesznek fel. Ezt az eljárást több, egymást követő szórványos magtermésre alapozzák, és mindig újulatra bontanak. Csak árnytűrő fafajoknál alkalmazható (Magyarországon bükkösökben). Időtartama 10-30 év.

## A vegetatív természetes erdőfelújítás
A sarjaztatás a természetes erdőfelújítás legősibb, de egyúttal legkezdetlegesebb módja. Alkalmazását igen megkönnyíti, hogy jól kapcsolható össze az erdő letermelésének legegyszerűbb módszerével, a tarvágással. Az első világháború végéig szinte kizárólag ezzel e módszerrel újították fel az alföldi tölgyeseket és akácosokat, miként a hegy- és dombvidéki tölgyesek és cseresek jó részét is.
A sarjak a letermelt fák tuskójáról, gyökeréről, esetleg törzséről verődhetnek fel. A sarjaztatás fő előnye, hogy a sarjak tömege az első években gyorsabban gyarapszik a magról nevelt újulaténál, mert amíg a sarjak tömege meg nem közelíti az előző generáció vágás előtti tömegét, a visszamaradt gyökerek jól ellátják őket. Ezután azonban a sarjak növekedése drasztikusan lelassul. A sarjról nevelt fák élettartama nem éri el a magról neveltekét, ezért a sarjerdők vágásfordulója is kisebb a generatívan felújított erdőkénél.
Vegetatívan csak a jól sarjadzó fák újíthatók fel. Hazai erdeinkben jellemzően ilyen:
- akác,
- éger,
- gyertyán,
- tölgy,
- nyárfa,
- fűz;

korlátozottan:
- szil,
- hárs,
- juhar,
- kőris.

Nagyon kevéssé sarjadzik:
- nyír,
- bükk;

egyáltalán nem sarjadzanak a fenyők.
A sarjaztatni kívánt tuskókat alacsonyra (a gyökérhez közel) kell vágni sima és lehetőleg ferde vágáslappal, hogy az esővíz ne álljon meg rajta, és ezzel is csökkentsük a gombafertőzés veszélyét. A sarjaztatni kívánt fákat lehetőleg ősztől télig kell kivágni, mert a nyáron vágott fák tuskói gyengébben sarjaznak.
Minél többször sarjaztatnak egy tuskót, az annál jobban kimerül; a vén tuskók egyre gyengébben sarjadzanak és egyre kevésbé képesek táplálni a fává cseperedő sarjakat, ezért a többször sarjaztatott erdők egyre kevesebb és kevesebb fát adnak. Ezért ahogy a tuskók kivénülnek, az erdőt előbb-utóbb mindenképpen generatívan kell megújítani.
Azokat a fákat, amelyek gyökérről jól sarjaznak, egyáltalán nem érdemes tuskóról sarjaztatni, mivel a tuskóról növő sarjakat könnyebben megfertőzik a kártevő gombák, és a szél is könnyebben letöri őket. Ilyen fajok:
- akác,
- szil,
- fehér nyár,
- fekete nyár,
- rezgő nyár.